# Койфман, Марк Борисович
Марк Борисович Ко́йфман (1906 — сентябрь 1941) — советский кинооператор, лауреат Сталинской премии второй степени (1941) за съёмки документального фильма «На Дунае».

## Биография
Оператор Украинской студии кинохроники в Киеве. Работал в неигровом кино. После начала Великой Отечественной войны — фронтовой оператор в составе киногруппы Юго-Западного фронта. Остался в окружении, при взятии Киева немецкими войсками. Пропал без вести.

### Награды и премии
- Сталинская премия второй степени (1941) — за съёмки документального фильма «На Дунае»